# Habitatge al carrer Lorenzana, 49 (Girona)
L'Habitatge al carrer Lorenzana, 49 és una obra de Girona inclosa a l'Inventari del Patrimoni Arquitectònic de Catalunya.

## Descripció
És un edifici de planta baixa i entresòl unificats amb un tractament encoixinat i amb un mateix tipus d'obertures de llinda recta amb cornises a planta baixa i arcs de punt rodó al centre i carpanells als laterals. A l'entresòl hi ha balcons semicirculars amb balustrades. El conjunt es remata amb una cornisa de motllures que té a sobre un nou pis de balconeres de punt rodó treballades, on la cornisa els fa de balcó corregut. El remat és una altra cornisa igual que l'altre. Les balconeres del cos central són de llinda recta treballada, igual que els brancals. El pany de paret és estucat a manera de pedres encintades. Els balcons i laterals, verticalment, tenen uns modillons a manera de pilastres. La composició general és simètrica respecte al cos central, amb balconeres. La façana posterior és en galeria i presenta un pati central.

## Història
Va ser dissenyat per Isidre Bosch i Batallé i construït el 1930.